# Liste des arrêtés de protection de biotope de la Haute-Savoie
La liste des arrêtés préfectoraux de protection de biotope de la Haute-Savoie présente les arrêtés préfectoraux de protection de biotope du département de la Haute-Savoie.
L’arrêté préfectoral de protection de biotope est un outil réglementaire issue de la loi du 10 juillet 1976, relative à la protection de la nature. La création d'un arrêté de protection de biotope revient au préfet de département, généralement sur proposition d’association de protection de la nature.

## Liste
| Code national | Nom de la zone                            | Commune(s)                           | Date de création  | Date de modification | Superficie (ha) | Espèces protégées | Arrêté(s) en vigueur | Illustration | Informations complémentaires                                                        |
| ------------- | ----------------------------------------- | ------------------------------------ | ----------------- | -------------------- | --------------- | ----------------- | -------------------- | ------------ | ----------------------------------------------------------------------------------- |
| FR3800607     | Bois de la Vernaz et des îles d'Arve      | Étrembières Gaillard                 | 20 août 2002      | Pas de modification  | 41              |                   | [ 1 ]                |              |                                                                                     |
| FR3800786     | Chalet de la Princesse                    | Demi-Quartier                        | 5 février 2010    | Pas de modification  | 6,46            |                   | [ 2 ]                |              |                                                                                     |
| FR3800785     | Champ Vautier                             | Chevrier                             | 19 janvier 2009   | Pas de modification  | 1,51            |                   | [ 3 ]                |              |                                                                                     |
|               | Col Ratti                                 | La Côte-d'Arbroz                     | 6 avril 2022      | Pas de modification  | 477,86          |                   | [ 4 ]                |              | Code national pas encore affecté.                                                   |
| FR3800959     | Combe à Claudius                          | La Clusaz                            | 26 juillet 2012   | Pas de modification  | 67,65           |                   | [ 5 ]                |              |                                                                                     |
| FR3800962     | Combe de Vaconnant et secteur de Lédedian | Samoëns                              | 1er février 2018  | Pas de modification  | 418,58          |                   | [ 6 ]                |              |                                                                                     |
| FR3800217     | Crêt du Puits et Teppes de la Repentance  | Viry                                 | 19 juillet 1990   | 14 août 2020         | 17,75           |                   | [ 7 ]                |              |                                                                                     |
| FR3800224     | Grand marais d'Allinges                   | Allinges                             | 29 décembre 1986  | Pas de modification  | 11,20           |                   | [ 8 ]                |              |                                                                                     |
| FR3800422     | Grand marais d'Orcier                     | Orcier                               | 26 septembre 1994 | 5 juin 2000          | 22,05           |                   | ,                    |              |                                                                                     |
|               | Grand marais de Margencel                 | Margencel                            | 29 décembre 1986  | Pas de modification  | 35,08           |                   | [ 11 ]               |              | Pas de code national affecté (erreur de fusion avec le grand marais de d'Allinges). |
| FR3800430     | L'Étournel                                | Pougny Collonges Vulbens Chevrier    | 19 décembre 1994  | 21 novembre 2018     | 288,53          |                   | [ 12 ]               |              | Site interdépartemental (Haute-Savoie et Ain).                                      |
| FR3800960     | La Feuillée                               | Saint-Julien-en-Genevois             | 18 novembre 2016  | Pas de modification  | 12,04           |                   | [ 13 ]               |              |                                                                                     |
| FR3800789     | Le Biolay                                 | Neydens                              | 12 décembre 2011  | Pas de modification  | 6,50            |                   | [ 14 ]               |              |                                                                                     |
| FR3800992     | Marais de Blésy                           | Saint-Cergues                        | 5 décembre 2018   | Pas de modification  | 23,28           |                   | [ 15 ]               |              |                                                                                     |
| FR3800523     | Marais de Bossenot                        | Allinges                             | 11 mai 1998       | 26 juin 2012         | 34,99           |                   | ,                    |              |                                                                                     |
| FR3800737     | Marais de Côte Merle et Bois de la Côte   | Annecy (ancienne commune de Meythet) | 5 novembre 2007   | Pas de modification  | 5,07            |                   | [ 18 ]               |              |                                                                                     |
| FR3800213     | Marais de Cré Bouché et La Léchère        | Larringes                            | 18 décembre 1984  | Pas de modification  | 18,34           |                   | [ 19 ]               |              |                                                                                     |
| FR3800420     | Marais de Fully                           | Bons-en-Chablais                     | 26 septembre 1994 | 5 février 2010       | 28,95           |                   | [ 20 ]               |              |                                                                                     |